# Éléonore Stuart
Éléonore Stuart ou Éléonore d'Écosse, née en 1433 et morte le 20 novembre 1480 à Innsbruck, est une archiduchesse d'Autriche et une comtesse du Tyrol.

## Famille
Éléonore est la fille cadette du roi d'Écosse Jacques Ier Stuart et de Jeanne Beaufort.
Elle a sept frères et sœurs :
- Marguerite d'Écosse, dauphine de France, première épouse du futur Louis XI
- Isabelle d'Écosse, duchesse de Bretagne
- Jeanne d'Écosse, mariée en 1440 à James Douglas, comte d'Angus (mort en 1446), puis vers 1459 à James Douglas, comte de Morton (mort en 1493)
- Marie Stuart (1428-1465), comtesse de Buchan, mariée vers 1444 à Wolfert VI van Borssele
- Alexandre Stuart, duc de Rothesay
- Jacques II, roi d'Écosse
- Annabelle d'Écosse, mariée en 1447 à Louis de Savoie, comte de Genève (divorce en 1458), puis à Georges Gordon, 2e comte d'Huntly

## Biographie

### Vie méconnue avant son mariage
Il existe peu de documents concernant cette princesse d'Écosse avant son mariage.
En France, l'on considérait qu'Éléonore d'Écosse grandit en Touraine, avec une autre sœur Annabelle d'Écosse, après avoir accompagné sa sœur aînée Marguerite d'Écosse lors des noces de cette dernière avec le dauphin Louis. La flotte arriva le 15 avril 1436 au large des côtes de France, et elles débarquèrent à la Rochelle le 5 mai afin de s'en aller jusqu'à Tours.
La dauphine décéda en 1445. Selon cette hypothèse, les deux filles de Jacques Ier restaient encore en France, en raison du trépas de ce dernier en 1437. Il semble que jusqu'à leurs mariages, elles aient vécu à Razilly près de Chinon, puis à Saumur, toujours auprès de Jeanne de Tucé, sous la protection de Yolande d'Aragon, mère de la reine Marie d'Anjou. Il est probable que les princesses vivaient donc à la Maison de la reine de Sicile de Saumur, auprès de leur gouvernante, initialement première dame d'honneur de la dauphine Marguerite. Car, en 1448, les habitants de Saumur leur octroyèrent les cadeaux, vraisemblablement en célébrant leurs fiançailles.
Toutefois, quelques historiens suggèrent que les princesses seraient restées en Écosse jusqu'en 1445. D'après eux, à la suite du décès de leur mère Jeanne Beaufort le 15 juillet, les deux orphelines ne pourraient pas rester dans leur pays. Notamment, Jeanne s'était remariée avec Sir James Stuart. Il semble qu'en août, les deux filles aient été accueillies par Isabelle de Portugal, duchesse de Bourgogne. Puis, à une ville frontière, Tournai, les officiers du roi de France Charles VII les auraient accompagnées, et enfin elles seraient arrivées à Tours le 9 septembre.

### Archiduchesse d'Autriche
Elle épousa le 8 septembre 1449 l'archiduc d'Autriche Sigismond de Habsbourg, comte de Tyrol. C'était le roi Charles VII qui avait négocié avec l'archiduc, afin de renforcer leur alliance. D'abord, le roi avait envisagé les fiançailles entre sa fille aînée Radegonde et l'archiduc. Toutefois, elle était morte en 1445. Leur mariage avait finalement été conclu le 28 février 1448 à Tours, avec les ambassadeurs dont Ludwig von Landsee. La célébration fut tenue à Belmont près de Chinon (vraisemblablement Beaumont-en-Véron), en absence de Sigismond qui s'est fait représenter par ce Ludwig von Landsee. Ensuite, accompagnée par 120 serviteurs en raison de sécurité, l'archiduchesse arriva au Tyrol en février 1450, en passant par Lyon, Genève, Fribourg, Berne, Lucerne, Zurich et  Constance.
Le couple s'installa d'abord à Merano et à Bolzano, actuellement en Italie, puis à partir de 1455, ils demeuraient à Innsbruck, le chef-lieu du Tyrol, où l'archiduchesse accueillait les artistes, pèlerins ainsi qu'étudiants écossais.
Par cette union, elle aurait dû donner naissance à un fils, Wolfgang, qui serait mort le jour de sa naissance, avec sa mère le 20 novembre 1480.
Si elle était arrivée en France à l'âge de trois ou de douze ans, Éléonore hérita de leur père de son goût pour la littérature, tout comme sa sœur aînée Marguerite. Ainsi, elle traduisit du français à l'allemand un roman populaire, Pontus et Sidonia, effectuée entre 1449 et 1456. Une copie de la traduction en allemand, conservée à la bibliothèque de Gotha, porte la date de 1465.

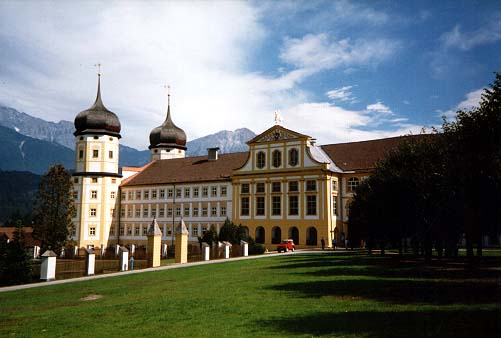
Abbaye cistercienne de Stams.

Après que le cardinal Nicolas de Cues était arrivé au Tyrol en 1452, elle rencontra ce théologien qui avait commencé à reformer les diocèses et abbayes dans la région.
Éléonore décéda en couches le 20 novembre 1480. Elle fut inhumée à Stams, dans l'une des abbayes que le cardinal avait accrues.